# Ватанабэ, Осаму
Осаму Ватанабэ (яп. 渡辺 長武 Ватанабэ Осаму, род. 21 октября 1940 года); Вассаму, округ Камикава, Хоккайдо (по другим данным Асахикава), Япония — 1 октября 2022 года) — японский борец вольного стиля, олимпийский чемпион 1964 года, двукратный чемпион мира, чемпион Азиатских игр, пятикратный чемпион Японии (1960—1964). Несмотря на свою короткую карьеру, рассматривается как один из величайших борцов в истории, вне зависимости от весовой категории. В своей карьере он провёл как минимум 187 схваток (всего, по данным Британской энциклопедии более 300 схваток) и ни разу не был побеждён. Со 189 победами в 189 официальных схватках был внесён в Книгу рекордов Гиннесса. Более того, за всю свою активную карьеру он не проиграл никому ни одного очка

## Биография
Начал заниматься борьбой в школе, продолжил в университете Тюо, где большое внимание уделялось команде борцов. В 1960 году впервые победил на Всеяпонском чемпионате по вольной борьбе, и затем удерживал этот титул в течение пяти лет. В 1962 году победил на чемпионате мира и Азиатских играх, в 1963 году вновь стал чемпионом мира.
На летних Олимпийских играх 1964 года в Токио боролся в категории до 63 кг (полулёгкий вес). Выбывание из турнира проходило по мере накопления штрафных баллов. За чистую победу штрафные баллы не начислялись, за победу по очками при любом соотношении голосов начислялся 1 штрафной балл, любое поражение по очкам каралось 3 штрафными баллами, чистое поражение — 4 штрафными баллами. В схватке могла быть зафиксирована ничья, тогда каждому из борцов начислялись 2 штрафных балла. Если борец набирал 6 или более штрафных баллов, он выбывал из турнира.
Титул оспаривал 21 борец. Ватанабэ был явным фаворитом соревнований. Он подтвердил своё звание сильнейшего борца планеты в категории, не оставив никаких шансов соперникам.
| Круг  | Соперник            | Страна                                    | Результат | Основание                  | Время схватки |
| ----- | ------------------- | ----------------------------------------- | --------- | -------------------------- | ------------- |
| 1     | Балданджиин Санджаа | Монголия                                  | Победа    | Туше (0 штрафных баллов)   | 1:12          |
| 2     | Джон Смит           | Замбия                                    | Победа    | Туше (0 штрафных баллов)   | 1:26          |
| 3     | Рауль Ромеро        | Аргентина                                 | Победа    | Туше (0 штрафных баллов)   | 5:28          |
| 4     | Райнер Шиллинг      | Германия                                  | Победа    | По очкам (1 штрафной балл) | -             |
| 5     | Станчо Колев        | Болгария                                  | Победа    | По очкам (1 штрафной балл) | -             |
| Финал | Нодар Хохашвили     | Союз Советских Социалистических Республик | Победа    | По очкам (1 штрафной балл) | -             |

После Олимпийских игр оставил активную спортивную карьеру и приступил к работе в компании Dentsu, где проработал всю жизнь.
В 1988 году, в 48-летнем возрасте, выступил на Всеяпонском чемпионате, с целью отбора для участия в Олимпийских играх 1988 года, но потерпел поражение в третьем круге. В 2003 году, в 63-летнем возрасте, победил на чемпионате мира среди ветеранов.
Скончался 1 октября 2022 года.
Об особенностях борьбы Осаму Ватанабэ есть полярные оценки:
Он не был весьма силён, но был очень быстр и его техника не имела себе равных в то время  Оригинальный текст (англ.)He was not immensely strong, but was very quick and his technical skills were unmatched in his era
Его славу (Мустафа Дагыстанлы) затмил другой феномен, воспитанный японской школой борьбы. Нового короля полулегковесов звали Осаму Ватанабэ. Самый низкорослый в команде (160 см.), он производил неизгладимое впечатление своей могучей мускулатурой. Глядя на него, можно было подумать, что это тяжелоатлет, а не борец: приземистый, короткорукий, с буграми мышц. В техническом отношении он не мудрствовал, не увлекался сложными приёмами, тактическим обыгрыванием — слишком велико было его превосходство в силе, чем он и пользовался. Его главной задачей в схватке было дотянуться до ног противника руками, после чего он, как пушинку, поднимал его и швырял на ковёр 
 Так как атаки Ватанабэ следовали одна за другой (ибо он был ещё очень быстр), то противник всё время думал о защите, а не о нападении. Преимущество японского борца было подавляющим. Спастись от его атак не удавалось никому…О его высочайшем борцовском классе говорит тот факт, что спортсмен (Мохаммад Сейфпур), сменивший его на троне чемпиона мира, проиграл ему накануне со счётом 0:23 